# Nastro d'argento a la millor cançó original
El Nastro d'argento (Cinta de plata) és un premi cinematogràfic concedit anyalment, des de 1946, pel Sindicat Nacional de Periodistes Cinematogràfics Italians (Sindacato Nazionale dei Giornalisti Cinematografici Italiani) l'associació italiana de crítics de cinema. Aquesta és la llista dels guanyadors del Nastro d'argento a la millor cançó original, concedit des de 1999.

## Guanyadors
Els guanyadors estan indicats en negreta, seguits dels altres candidats.

### Anys 1999-2009
- 1999: Ho perso le parole de Luciano Ligabue - Radiofreccia
- 2000: no concedit
- 2001: L'ultimo bacio de Carmen Consoli - L'ultimo bacio
  - Chiedimi se sono felice di Samuele Bersani - Chiedimi se sono felice
  - Due destini de Tiromancino - Le fate ignoranti
  - Piero Marras - Un delitto impossibile
- 2002: Gianna Nannini - Momo alla conquista del tempo
  - Edoardo Bennato - Il principe e il pirata
  - Elisa - Casomai
  - Luciano Ligabue - Da zero a dieci
  - Moni Ovadia - Iris - Un amore vero (Iris)
- 2003: Gocce di memoria de Giorgia - La finestra di fronte
  - Corpi in movimento de Franco Battiato - Gli astronomi
  - Mucca cannibala d'Otto Ohm - Bimba - è clonata una stella
  - Piccolo tormento d'Avion Travel - La felicità non costa niente
  - Ricordati di me de Pacifico - Ricordati di me
- 2004: Prima dammi un bacio de Lucio Dalla - Prima dammi un bacio
  - La canzone di Vesuvia d'Edoardo i Eugenio Bennato - Totò Sapore e la magica storia della pizza
  - Core fujente de Pino Daniele - Opopomoz
  - 'E femmene de Vincenzo Salemme - Ho visto le stelle!
  - Il paradiso all'improvviso de Gianluca Tibaldi - Il paradiso all'improvviso
- 2005: Un senso de Vasco Rossi i Saverio Grandi - Non ti muovere
  - And I Close My Eyes de Marina Rei - Fino a farti male
  - Che ne sarà di noi de Gianluca Grignani i Andrea Guerra - Che ne sarà di noi
  - Christmas in Love de Tony Renis - Christmas in Love
  - Una storia d’amore e vanità de Morgan - Il siero della vanità
- 2006: Mentre tutto scorre de Negramaro - La febbre
  - Swan di Elisa - Melissa P.
  - Warriors of light – Sei o non sei de Room 108 (Marco Casu i Marco Velluti) - Mai + come prima
  - Solo per te de Francesco Tricarico - Ti amo in tutte le lingue del mondo
  - Tra cielo e terra de Pietro Cantarelli cantada per Tosca - Cielo e terra
- 2007: Passione de Neffa - Saturno contro
  - Eppur sentire (Un senso di te) d'Elisa i Paolo Buonvino - Manuale d'amore 2 - Capitoli successivi
  - Ho voglia di te cantada per Laura Chiatti - Ho voglia di te
  - Trust in me di Paolo Jannacci i Daniele Moretto cantada per Manuela Zanier - Mi fido di te
  - Brucia questo amore cantada per Laura Morante - Liscio
- 2008: L'amore trasparente d'Ivano Fossati - Caos calmo
  - ‘O munn va’ de Pino Daniele - La seconda volta non si scorda mai
  - Mi persi de Daniele Silvestri - Notturno bus
  - Il mondo stretto in una stanza de Daniele Silvestri - Questa notte è ancora nostra
  - Pazienza de Gianna Nannini i Pacifico - Riprendimi
  - Un altro posto nel mondo de Mario Venuti i Kaballà - Agente matrimoniale
  - La mia patria attuale de Massimo Zamboni cantada per Nada - Il mio paese
- 2009: Piangi Roma de Baustelle amb Valeria Golino - Giulia non esce la sera
  - Il cielo ha una porta sola de Biagio Antonacci - Ex
  - Don't Leave Me Cold de Megahertz, cantada per Laura Chiatti i Claudio Santamaria - Il caso dell'infedele Klara
  - Per fare a meno di te di Giorgia i Fabrizio Campanelli - Solo un padre
  - Senza farsi male de Fabio Abate i Carmen Consoli - L'uomo che ama

### Anys 2010-2019
- 2010: Sogno de Marco Giacomelli, Fabio Petrillo (música), Ilaria Cortese i Patty Pravo (text) - Mine vaganti
  - Angela de Checco Zalone - Cado dalle nubi
  - Baciami ancora de Jovanotti, Saturnino Celani, Riccardo Onori (música), Jovanotti (text) - Baciami ancora
  - Scusa de Gianna Nannini - Genitori & figli - Agitare bene prima dell'uso
  - Sogno de Gianna Nannini - Viola di mare
- 2011: Amami di più de Francesco Cerasi, Emilio Solfrizzi i Alessio Bonomo cantada per Emilio Solfrizzi - Se sei così ti dico sì
  - Che bella giornata de Luca Medici cantada per Checco Zalone - Che bella giornata
  - Follia d'amore de Raphael Gualazzi - Manuale d'amore 3
  - Immaturi d'Alex Britti - Immaturi
  - Vuoto a perdere de Gaetano Curreri i Vasco Rossi cantada per Noemi - Femmine contro maschi
- 2012: Love Is Requited d'Andrea Guerra e Michele von Buren, interpretada per Elisa - Un giorno questo dolore ti sarà utile (Someday This Pain Will Be Useful to You)
  - Il viaggio de Daniele Silvestri, interpretada per Daniele Silvestri - Immaturi - Il viaggio
  - Therese de Angelica Caronia, Gaetano Curreri i Andrea Fornili, interpretada per Angelica Ponti - Posti in piedi in paradiso
  - Scialla! d'Amir Issaa & Caesar Productions - Scialla! (Stai sereno)
  - Something is Changing de Malika Ayane i Paolo Buonvino, interpretada per Malika Ayane - Il giorno in più
- 2013: Amor mio de Cesare Cremonini cantada per Gianni Morandi - Padroni di casa
  - Il silenzio de Niccolò Fabi - Pulce non c'è
  - Hey Sister de Violante Placido - Cose cattive
  - La cicogna de Vinicio Capossela & Banda Osiris - Il comandante e la cicogna
  - Grovigli de Malika Ayane - Tutti i rumori del mare
  - Se si potesse non morire de Francesco Silvestre cantada per Modà - Bianca come il latte, rossa come il sangue
- 2014: Song'e Napule de C. Di Riso i F. D'Ancona interpretada per Giampaolo Morelli - Song'e Napule
  - 'A malìa de Darion Sansone interpretada per Foja - L'arte della felicità
  - Ecco che de Giuliano Sangiorgi i Elisa (també intérpret) - L'ultima ruota del carro
  - Siedimi accanto de Sergio Cammariere (també intèrpret) - Maldamore
  - Tutta colpa di Freud de Daniele Silvestri (també intèrpret) - Tutta colpa di Freud
  - Te quiero para vivir de Massimo Nunzi i Diana Tejera interpretada per Peppe Servillo i Geppi Cucciari - Un fidanzato per mia moglie
- 2015: Sei mai stata sulla Luna? de Francesco De Gregori - Sei mai stata sulla Luna?
  - Cocciu d'amuri  de Lello Analfino - Andiamo a quel paese
  - Mocca alla crisi de Pivio e Aldo De Scalzi, Claudio Pacini, Antonello De Leo, i Pietro Loprieno interpretada per Aldo De Scalzi - Le frise ignoranti
  - Time for My Prayers de Raphael Gualazzi, Giuliano Sangiorgi i la participació d’ Erica Mou interpretada per Raphael Gualazzi - Un ragazzo d'oro
  - Buonesempio de Giordano Corapi i Roberta Serretiello - Take five
  - Morirò d'incidente stradale de I Gatti mezzi - Fino a qui tutto bene
- 2016: Perfetti sconosciuti de Fiorella Mannoia, Bungaro i Cesare Chiodo interpretada per Fiorella Mannoia - Perfetti sconosciuti
  - A cuor leggero de Riccardo Sinigallia (també intèrpret) - Non essere cattivo
  - E tu dimane de Alessandro Siani interpretada per Antonio Rocco - Troppo napoletano
  - La prima Repubblica de Checco Zalone - Quo vado?
  - Torta di noi di Niccolò Contessa (també intèrpret) - La felicità è un sistema complesso
- 2017: Abbi pietà di noi, música i text d'Enzo Avitabile, interpretada per Enzo Avitabile, Angela i Marianna Fontana - Indivisibili
  - Donkey flyin' in the sky, música i text de Santi Pulvirenti, interpretada per Thony - In guerra per amore
  - Quando le canzoni finiranno, música i text de Diego Mancino, Dario Faini, interpretada per Emma - La cena di Natale
  - L'estate addosso, música de Jovanotti, Christian Rigano i Riccardo Onori, lletra de Jovanotti, Vasco Brondi, interpretada per Jovanotti - L'estate addosso
  - Ho perso il mio amore, composta per Cheope, Federica Abbate i Giuseppe Anastasi, interpretada per Arisa - La verità, vi spiego, sull'amore

- 2018: Bang bang - Ammore e malavita, interpretada per Pivio e Aldo De Scalzi i Serena Rossi
  - Amori che non sanno stare al mondo - Amori che non sanno stare al mondo, interpretada per Giovanni Truppi
  - Arrivano i prof - Arrivano i prof, interpretada per Rocco Hunt
  - Durango Blues - Benedetta follia, interpretada per Michele Braga i Elisa Zoot
  - Fidati di me - Riccardo va all'inferno, interpretada per Massimo Ranieri
  - Ho cambiato i piani - Nove lune e mezza, interpretada per Arisa
  - Proof - Il premio, interpretada per Matilda De Angelis, Maurizio Filardo i Wrongonyou
  - Sconnessi - Sconnessi, interpretada per Carolina Rey
  - The Place - The Place, interpretada per Marianne Mirage
  - Tiemp'e veleno - Veleno, interpretada per Enzo Gragnaniello

- 2019: A' speranza - Il vizio della speranza, escrita i interpretada per Enzo Avitabile
  - La vitaaa - Achille Tarallo, escrita i interpretada per Tony Tammaro
  - L'anarchico - Il banchiere anarchico, de Giulio Base i Sergio Cammariere, interpretada per Sergio Cammariere
  - Nascosta in piena vista - Troppa grazia, escrita i interpretada per I Cani
  - Tic tac - Saremo giovani e bellissimi, de Matteo Buzzanca i Lorenzo Vizzini, interpretada per Barbora Bobulova

### Anys 2020-2029
- 2020: Che vita meravigliosa – Lletra, música i interpretació de Diodato – La dea fortuna
  - Gli anni più belli – Lletra, música i interpretació de Claudio Baglioni – Gli anni più belli
  - Il ladro di giorni – Lletra i música d'Alessandro Nelson Garofalo, interpretada per Nero Nelson e Claudio Gnut – Il ladro di giorni
  - Rione Sanità – Lletra, música i interpretació de Ralph P. – Il sindaco del rione Sanità
  - Un errore di distrazione – Lletra, música i interpretació de Brunori Sas – L'ospite
  - We Come From Napoli – Lletra i interpretació de Liberato – Ultras